# Championnats du monde de natation 2024
Navigation
Édition précédente Édition suivante
Les championnats du monde de natation, vingt-et-unième édition, ont lieu du 2 février au 18 février 2024 dans la ville de Doha au Qatar.
Ces championnats étaient initialement prévus à l'été 2023, ils ont été décalés en raison de la pandémie de Covid-19.

## Lieux de compétitions
Les compétitions de natation sportive, de natation artistique et de water-polo se dérouleront à l'Aspire dome.

## Programme
Un total de 75 titres seront décernés,.
| ● | Cérémonie d’ouverture | ● | Qualifications | ● | Finales | ● | Cérémonie de clôture | M | Tournoi masculin | F | Tournoi féminin |

| Février              | 2 | 3 | 4  | 5  | 6  | 7  | 8  | 9  | 10 | 11 | 12 | 13 | 14 | 15 | 16 | 17 | 18 | Total |
| -------------------- | - | - | -- | -- | -- | -- | -- | -- | -- | -- | -- | -- | -- | -- | -- | -- | -- | ----- |
| Cérémonies           | ● |   |    |    |    |    |    |    |    |    |    |    |    |    |    |    | ●  | -     |
| Natation sportive    |   |   |    |    |    |    |    |    |    | 4  | 4  | 5  | 5  | 5  | 5  | 6  | 8  | 42    |
| Nage en eau libre    |   | 1 | 1  |    |    | 2  | 1  |    |    |    |    |    |    |    |    |    |    | 5     |
| Natation artistique  | ● | 1 | 2  | 2  | 2  | 1  | 1  | 1  | 1  |    |    |    |    |    |    |    |    | 11    |
| Plongeon             | 2 | 2 | 1  | 1  | 1  | 2  | 1  | 1  | 2  |    |    |    |    |    |    |    |    | 13    |
| Plongeon de haut vol |   |   |    |    |    |    |    |    |    |    |    | ●  | 1  | 1  |    |    |    | 2     |
| Water-polo           |   |   | F  | M  | F  | M  | F  | M  | F  | M  | F  | M  | F  | M  | F  | M  |    | 2     |
| Total                | 2 | 4 | 4  | 3  | 5  | 3  | 3  | 2  | 3  | 4  | 4  | 5  | 6  | 6  | 6  | 7  | 8  | 75    |
| Total cumulé         | 2 | 6 | 10 | 13 | 18 | 21 | 24 | 26 | 29 | 33 | 37 | 42 | 48 | 54 | 60 | 67 | 75 | 75    |

## Quotas olympiques
Plusieurs épreuves permettent aux comités nationaux d'obtenir des quotas pour les Jeux olympiques d'été de 2024 :
- Natation sportive
  - épreuves de relais : les 13 premiers des séries éliminatoires ;
  - Nage en eau libre : les 13 premiers dans les courses de 10 km ;
- Natation artistique
  - les cinq premières nations pour l'épreuve par équipe
  - les trois premières nations pour l'épreuve en duo
- Plongeon
  - Individuel : les douze plongeurs les mieux classés dans chaque épreuve individuelle, en respectant la limite de deux plongeurs par pays
  - Synchronisé : les quatre meilleures paires en lice pour la qualification aux Championnats du monde 2024 ;
- Water-polo
  - Les quatre premières nations masculines, les deux meilleures féminines
  - Les meilleures nations africaines masculines et féminines : l'Afrique du Sud est la seule éligible avant même le début de la compétition
  - La meilleure nation océanienne masculine : l'Australie est la seule éligible avant même le début de la compétition

## Résultats

### Natation sportive
Légende :

RM : record du monde   -   RMj : record du monde junior   -   RAf : record d'Afrique    -   RAm : record d'Amérique   -   RAs : record d'Asie   -   RE : record d'Europe   -   RO : record d'Océanie   -   RC : record des championnats   -   RN : record national

#### Hommes
| Épreuves                                   | Or                                                                 | Or             | Argent                                                                          | Argent         | Bronze                                                                                 | Bronze         |
| ------------------------------------------ | ------------------------------------------------------------------ | -------------- | ------------------------------------------------------------------------------- | -------------- | -------------------------------------------------------------------------------------- | -------------- |
| Nage libre                                 |                                                                    |                |                                                                                 |                |                                                                                        |                |
| 50 m résultats détaillés                   | Vladyslav Bukhov                                                   | 21 s 44        | Cameron McEvoy                                                                  | 21 s 45        | Benjamin Proud                                                                         | 21 s 53        |
| 100 m résultats détaillés                  | Pan Zhanle                                                         | 47 s 53        | Alessandro Miressi                                                              | 47 s 72        | Nándor Németh                                                                          | 47 s 78        |
| 200 m résultats détaillés                  | Hwang Sun-woo                                                      | 1 min 44 s 75  | Danas Rapšys                                                                    | 1 min 45 s 05  | Luke Hobson                                                                            | 1 min 45 s 26  |
| 400 m résultats détaillés                  | Kim Woo-min                                                        | 3 min 42 s 71  | Elijah Winnington                                                               | 3 min 42 s 86  | Lukas Märtens                                                                          | 3 min 42 s 96  |
| 800 m résultats détaillés                  | Daniel Wiffen                                                      | 7 min 40 s 94  | Elijah Winnington                                                               | 7 min 42 s 95  | Gregorio Paltrinieri                                                                   | 7 min 42 s 98  |
| 1 500 m résultats détaillés                | Daniel Wiffen                                                      | 14 min 34 s 07 | Florian Wellbrock                                                               | 14 min 44 s 61 | David Aubry                                                                            | 14 min 44 s 85 |
| Dos                                        |                                                                    |                |                                                                                 |                |                                                                                        |                |
| 50 m résultats détaillés                   | Isaac Cooper                                                       | 24 s 13        | Hunter Armstrong                                                                | 24 s 33        | Ksawery Masiuk                                                                         | 24 s 44        |
| 100 m résultats détaillés                  | Hunter Armstrong                                                   | 52 s 68        | Hugo González                                                                   | 52 s 70        | Apóstolos Chrístou                                                                     | 53 s 36        |
| 200 m résultats détaillés                  | Hugo González                                                      | 1 min 55 s 30  | Roman Mityukov                                                                  | 1 min 55 s 40  | Pieter Coetze                                                                          | 1 min 55 s 99  |
| Brasse                                     |                                                                    |                |                                                                                 |                |                                                                                        |                |
| 50 m résultats détaillés                   | Sam Williamson                                                     | 26 s 32        | Nicolò Martinenghi                                                              | 26 s 39        | Nic Fink                                                                               | 26 s 49        |
| 100 m résultats détaillés                  | Nic Fink                                                           | 58 s 57        | Nicolò Martinenghi                                                              | 58 s 84        | Adam Peaty                                                                             | 59 s 10        |
| 200 m résultats détaillés                  | Dong Zhihao                                                        | 2 min 7 s 94   | Caspar Corbeau                                                                  | 2 min 8 s 24   | Nic Fink                                                                               | 2 min 8 s 85   |
| Papillon                                   |                                                                    |                |                                                                                 |                |                                                                                        |                |
| 50 m résultats détaillés                   | Diogo Ribeiro                                                      | 22 s 97        | Michael Andrew                                                                  | 23 s 07        | Cameron McEvoy                                                                         | 23 s 08        |
| 100 m résultats détaillés                  | Diogo Ribeiro                                                      | 51 s 17        | Simon Bucher                                                                    | 51 s 28        | Jakub Majerski                                                                         | 51 s 32        |
| 200 m résultats détaillés                  | Tomoru Honda                                                       | 1 min 53 s 88  | Alberto Razzetti                                                                | 1 min 54 s 65  | Martin Espernberger                                                                    | 1 min 55 s 16  |
| Quatre nages                               |                                                                    |                |                                                                                 |                |                                                                                        |                |
| 200 m résultats détaillés                  | Finlay Knox                                                        | 1 min 56 s 64  | Carson Foster                                                                   | 1 min 56 s 97  | Alberto Razzetti                                                                       | 1 min 57 s 42  |
| 400 m résultats détaillés                  | Lewis Clareburt                                                    | 4 min 9 s 72   | Max Litchfield                                                                  | 4 min 10 s 40  | Daiya Seto                                                                             | 4 min 12 s 51  |
| Relais                                     |                                                                    |                |                                                                                 |                |                                                                                        |                |
| 4 × 100 m nage libre résultats détaillés   | Chine- Pan Zhanle - Ji Xinjie - Zhang Zhanshuo - Wang Haoyu        | 3 min 11 s 07  | Italie- Alessandro Miressi - Lorenzo Zazzeri - Paolo Conte Bonin - Manuel Frigo | 3 min 12 s 08  | États-Unis- Matt King - Shaine Casas - Luke Hobson - Carson Foster                     | 3 min 12 s 29  |
| 4 × 200 m nage libre résultats détaillés   | Chine- Ji Xinjie - Wang Haoyu - Pan Zhanle - Zhang Zhanshuo        | 7 min 1 s 84   | Corée du Sud- Yang Jae-hoon - Kim Woo-min - Lee Ho-joon - Hwang Sun-woo         | 7 min 1 s 94   | États-Unis- Luke Hobson - Carson Foster - Hunter Armstrong - David Johnston            | 7 min 2 s 08   |
| 4 × 100 m quatre nages résultats détaillés | États-Unis- Hunter Armstrong - Nic Fink - Zach Harting - Matt King | 3 min 29 s 80  | Pays-Bas- Kai van Westering - Arno Kamminga - Nyls Korstanje - Stan Pijnenburg  | 3 min 31 s 23  | Italie- Michele Lamberti - Nicolò Martinenghi - Gianmarco Sansone - Alessandro Miressi | 3 min 31 s 59  |

#### Femmes
| Épreuves                                   | Or                                                                           | Or             | Argent                                                                         | Argent          | Bronze                                                                     | Bronze         |
| ------------------------------------------ | ---------------------------------------------------------------------------- | -------------- | ------------------------------------------------------------------------------ | --------------- | -------------------------------------------------------------------------- | -------------- |
| Nage libre                                 |                                                                              |                |                                                                                |                 |                                                                            |                |
| 50 m résultats détaillés                   | Sarah Sjöström                                                               | 23 s 69        | Kate Douglass                                                                  | 23 s 91         | Katarzyna Wasick                                                           | 23 s 95        |
| 100 m résultats détaillés                  | Marrit Steenbergen                                                           | 52 s 26        | Siobhan Haughey                                                                | 52 s 56         | Shayna Jack                                                                | 52 s 83        |
| 200 m résultats détaillés                  | Siobhan Haughey                                                              | 1 min 54 s 89  | Erika Fairweather                                                              | 1 min 55 s 77   | Brianna Throssell                                                          | 1 min 56 s 00  |
| 400 m résultats détaillés                  | Erika Fairweather                                                            | 3 min 59 s 44  | Li Bingjie                                                                     | 4 min 1 s 62    | Isabel Marie Gose                                                          | 4 min 2 s 39   |
| 800 m résultats détaillés                  | Simona Quadarella                                                            | 8 min 17 s 44  | Isabel Marie Gose                                                              | 8 min 17 s 53   | Erika Fairweather                                                          | 8 min 22 s 26  |
| 1 500 m résultats détaillés                | Simona Quadarella                                                            | 15 min 46 s 99 | Li Bingjie                                                                     | 15 min 56 s 52  | Isabel Marie Gose                                                          | 15 min 57 s 55 |
| Dos                                        |                                                                              |                |                                                                                |                 |                                                                            |                |
| 50 m résultats détaillés                   | Claire Curzan                                                                | 27 s 43        | Iona Anderson                                                                  | 27 s 45         | Ingrid Wilm                                                                | 27 s 61        |
| 100 m résultats détaillés                  | Claire Curzan                                                                | 58 s 29        | Iona Anderson                                                                  | 59 s 18         | Ingrid Wilm                                                                | 59 s 12        |
| 200 m résultats détaillés                  | Claire Curzan                                                                | 2 min 5 s 77   | Jaclyn Barclay                                                                 | 2 min 7 s 03    | Anastasiya Shkurdai                                                        | 2 min 9 s 08   |
| Brasse                                     |                                                                              |                |                                                                                |                 |                                                                            |                |
| 50 m résultats détaillés                   | Rūta Meilutytė                                                               | 29 s 40        | Tang Qianting                                                                  | 29 s 51         | Benedetta Pilato                                                           | 30 s 01        |
| 100 m résultats détaillés                  | Tang Qianting                                                                | 1 min 5 s 27   | Tes Schouten                                                                   | 1 min 5 s 82    | Siobhan Haughey                                                            | 1 min 5 s 92   |
| 200 m résultats détaillés                  | Tes Schouten                                                                 | 2 min 19 s 81  | Kate Douglass                                                                  | 2 min 20 s 91   | Sydney Pickrem                                                             | 2 min 22 s 94  |
| Papillon                                   |                                                                              |                |                                                                                |                 |                                                                            |                |
| 50 m résultats détaillés                   | Sarah Sjöström                                                               | 24 s 63        | Mélanie Henique                                                                | 25 s 44         | Farida Osman                                                               | 25 s 67        |
| 100 m résultats détaillés                  | Angelina Kohler                                                              | 56 s 28        | Claire Curzan                                                                  | 56 s 61         | Louise Hansson                                                             | 56 s 94        |
| 200 m résultats détaillés                  | Laura Stephens                                                               | 2 min 7 s 35   | Helena Rosendahl Bach                                                          | 2 min 7 s 44    | Lana Pudar                                                                 | 2 min 7 s 92   |
| Quatre nages                               |                                                                              |                |                                                                                |                 |                                                                            |                |
| 200 m résultats détaillés                  | Kate Douglass                                                                | 2 min 7 s 05   | Sydney Pickrem                                                                 | 2 min 8 s 56    | Yu Yiting                                                                  | 2 min 9 s 01   |
| 400 m résultats détaillés                  | Freya Colbert                                                                | 4 min 37 s 14  | Anastasia Gorbenko                                                             | 4 min 37 s 36   | Sara Franceschi                                                            | 4 min 37 s 86  |
| Relais                                     |                                                                              |                |                                                                                |                 |                                                                            |                |
| 4 × 100 m nage libre résultats détaillés   | Pays-Bas- Kim Busch - Janna van Kooten - Kira Toussaint - Marrit Steenbergen | 3 min 36 s 61  | Australie- Brianna Throssell - Alexandria Perkins - Abbey Harkin - Shayna Jack | 3 h 36 min 93 s | Canada- Rebecca Smith - Sarah Fournier - Katerine Savard - Taylor Ruck     | 3 min 37 s 95  |
| 4 × 200 m nage libre résultats détaillés   | Chine- Ai Yanhan - Gong Zhenqi - Li Bingjie - Yang Peiqi                     | 7 min 47 s 26  | Royaume-Uni- Freya Colbert - Abbie Wood - Lucy Hope - Medi Harris              | 7 min 50 s 90   | Australie- Brianna Throssell - Shayna Jack - Abbey Harkin - Kiah Melverton | 7 min 51 s 41  |
| 4 × 100 m quatre nages résultats détaillés | Australie- Iona Anderson - Abbey Harkin - Brianna Throssell - Shayna Jack    | 3 min 55 s 98  | Suède- Louise Hansson - Sophie Hansson - Sarah Sjöström - Michelle Coleman     | 3 min 56 s 35   | Canada- Ingrid Wilm - Sophie Angus - Rebecca Smith - Taylor Ruck           | 3 min 56 s 43  |

#### Mixte
| Épreuves                                   | Or                                                                      | Or            | Argent                                                                         | Argent        | Bronze                                                                   | Bronze        |
| ------------------------------------------ | ----------------------------------------------------------------------- | ------------- | ------------------------------------------------------------------------------ | ------------- | ------------------------------------------------------------------------ | ------------- |
| Relais                                     |                                                                         |               |                                                                                |               |                                                                          |               |
| 4 × 100 m nage libre résultats détaillés   | Chine- Pan Zhanle - Wang Haoyu - Li Bingjie - Yu Yiting                 | 3 min 21 s 18 | Australie- Kay Taylor - Jack Cartwright - Shayna Jack - Brianna Throssell      | 3 min 21 s 78 | États-Unis- Hunter Armstrong - Matt King - Claire Curzan - Kate Douglass | 3 min 22 s 28 |
| 4 × 100 m quatre nages résultats détaillés | États-Unis- Hunter Armstrong - Nic Fink - Claire Curzan - Kate Douglass | 3 min 40 s 22 | Australie- Bradley Woodward - Sam Williamson - Brianna Throssell - Shayna Jack | 3 min 43 s 12 | Royaume-Uni- Medi Harris - Adam Peaty - Matthew Richards - Anna Hopkins  | 3 min 45 s 09 |

### Nage en eau libre
| Hommes             |                                                                          |                    |                                                                                          |                    |                                                                              |                    |
| 5 km               | Logan Fontaine                                                           | 51 min 29 s 30     | Marc-Antoine Olivier                                                                     | 51 min 29 s 60     | Domenico Acerenza                                                            | 51 min 30 s 00     |
| 10 km              | Kristóf Rasovszky                                                        | 1 h 48 min 21 s 20 | Marc-Antoine Olivier                                                                     | 1 h 48 min 23 s 60 | Hector Pardoe                                                                | 1 h 48 min 29 s 20 |
| Femmes             |                                                                          |                    |                                                                                          |                    |                                                                              |                    |
| 5 km               | Sharon van Rouwendaal                                                    | 57 min 33 s 90     | Chelsea Gubecka                                                                          | 57 min 35 s 00     | Ana Marcela Cunha                                                            | 57 min 36 s 80     |
| 10 km              | Sharon van Rouwendaal                                                    | 1 h 57 min 26 s 80 | María de Valdés                                                                          | 1 h 57 min 26 s 90 | Angélica André                                                               | 1 h 57 min 28 s 20 |
| Par équipes mixtes |                                                                          |                    |                                                                                          |                    |                                                                              |                    |
| 6 km               | Australie- Moesha Johnson - Chelsea Gubecka - Nicholas Sloman - Kyle Lee | 1 h 3 min 28 s 00  | Italie- Giulia Gabbrielleschi - Arianna Bridi - Gregorio Paltrinieri - Domenico Acerenza | 1 h 3 min 28 s 20  | Hongrie- Bettina Fabian - Mira Szimcsak - Dávid Betlehem - Kristóf Rasovszky | 1 h 4 min 6 s 80   |

### Natation artistique
| Hommes                  | |                 | |                 | |                 |
| Solo libre              | Giorgio Minisini                                                                                                | 210.1355 points | Dennis González Boneu | 196.2750 points | Gustavo Sanchez | 192.0812 points |
| Solo technique          | Yang Shuncheng                                                                                                  | 246.4766 points | Giorgio Minisini | 245.3166 points | Gustavo Sanchez | 231.0000 points |
| Femmes                  | |                 | |                 | |                 |
| Solo technique          | Evangelía Platanióti                                                                                            | 272.9633 points | Jacqueline Simoneau | 269.2767 points | Xu Huiyan | 262.3700 points |
| Solo libre              | Jacqueline Simoneau                                                                                             | 264.8207 points | Evangelía Platanióti | 253.2832 points | Vasilina Khandoshka | 245.1042 points |
| Duo libre               | Chine- Wang Liuyi - Wang Qianyi                                                                                 | 250.7729 points | Pays-Bas- Bregje de Brouwer - Noortje de Brouwer | 250.4979 points | Grande-Bretagne- Kate Shortman - Isabelle Thorpe                                                                                        | 247.2626 points |
| Duo technique           | Chine- Wang Liuyi - Wang Qianyi                                                                                 | 266.0484 points | Grande-Bretagne- Kate Shortman - Isabelle Thorpe | 259.5601 points | Espagne- Alisa Ozhogina Ozhogin - Iris Tio Casas                                                                                        | 258.0333 points |
| Open                    | |                 | |                 | |                 |
| Par équipes libre       | Chine- Chang Hao - Cheng Wentao - Feng Yu - Li Xiuchen - Wang Ciyue - Xiang Binxuan - Xiao Yanning - Zhang Yayi | 339.7604 points | Japon- Moe Higa - Moeka Kijima - Uta Kobayashi - Tomoka Sato - Ami Wada - Akane Yanagisawa - Mashiro Yasunaga - Megumu Yoshida                                                         | 315.2229 points | États-Unis- Anita Alvarez - Jaime Czarkowski - Megumi Field - Audrey Kwon - Calista Liu - Jacklyn Luu - Daniella Ramirez - Natalia Vega | 304.9021 points |
| Par équipes technique   | Chine- Chang Hao - Feng Yu - Wang Ciyue - Wang Liuyi - Wang Qianyi - Xiang Binxuan - Xiao Yanning - Zhang Yayi  | 299.8712 points | Espagne- Marina Garcia Polo - Lilou Lluis Valette - Meritxell Mas Pujadas - Alisa Ozhogina Ozhogin - Paula Ramirez Ibanez - Sara Saldana Lopez - Iris Tio Casas - Bianca Toledano Laut | 275.8925 points | Japon- Moe Higa - Moeka Kijima - Uta Kobayashi - Tomoka Sato - Ayano Shimida - Ami Wada - Mashiro Yasunaga - Megumu Yoshida             | 275.8787 points |
| Par équipes acrobatique | Chine- Chang Hao - Feng Yu - Wang Ciyue - Wang Liuyi - Wang Qianyi - Xiang Binxuan - Xiao Yanning - Zhang Yayi  | 244.1767 points | Ukraine- Maryna Aleksiïva - Vladyslava Aleksiïva - Marta Fiedina - Oleksandra Goretska - Veronika Hryshko - Daria Moshynska - Anastasiia Shmonina - Valeriya Tyshchenko                | 243.3167 points | États-Unis- Anita Alvarez - Jaime Czarkowski - Nicole Dzurko - Keana Hunter - Audrey Kwon - Calista Liu - Bill May - Daniella Ramirez   | 242.23 points   |
| Mixte                   | |                 | |                 | |                 |
| Duo libre               | Chine- Cheng Wentao - Shi Haoyu                                                                                 | 224.1437 points | Espagne- Dennis González Boneu - Mireia Hernandez Luna | 208.3583 points | Mexique- Trinidad Meza Rodriguez - Diego Villalobos Carrillo                                                                            | 192.5772 points |
| Duo technique           | Kazakhstan- Nargiza Bolatova - Eduard Kim                                                                       | 228.0060 points | Chine- Cheng Wentao - Shi Haoyu | 223.3166 points | Mexique- Miranda Barrera Jimenez - Diego Villalobos Carrillo                                                                            | 217.5192 points |

### Plongeon

#### Épreuves individuelles
| Épreuves          | Or                  | Or            | Argent     | Argent        | Bronze                    | Bronze        |
| ----------------- | ------------------- | ------------- | ---------- | ------------- | ------------------------- | ------------- |
| Hommes            |                     |               |            |               |                           |               |
| Tremplin à 1 m    | Osmar Olvera Ibarra | 431,75 points | Li Shixin  | 395,70 points | Ross Haslam               | 393,10 points |
| Tremplin à 3 m    | Wang Zongyuan       | 538,70 points | Xie Siyi   | 516,10 points | Osmar Olvera Ibarra       | 498,40 points |
| Plateforme à 10 m | Yang Hao            | 564,05 points | Cao Yuan   | 553,20 points | Oleksii Sereda            | 528,65 points |
| Femmes            |                     |               |            |               |                           |               |
| Tremplin à 1 m    | Alysha Koloi        | 260,50 points | Grace Reid | 257,25 points | Maha Eissa                | 257,15 points |
| Tremplin à 3 m    | Chang Yani          | 354,75 points | Chen Yiwen | 336,60 points | Suji Kim                  | 311,25 points |
| Plateforme à 10 m | Quan Hongchan       | 436,25 points | Chen Yuxi  | 427,80 points | Andrea Spendolini-Sirieix | 377,10 points |

#### Épreuves synchronisées
| Épreuves                  | Or                                                                                           | Or            | Argent                                                                                       | Argent        | Bronze                                                                   | Bronze        |
| ------------------------- | -------------------------------------------------------------------------------------------- | ------------- | -------------------------------------------------------------------------------------------- | ------------- | ------------------------------------------------------------------------ | ------------- |
| Hommes                    |                                                                                              |               |                                                                                              |               |                                                                          |               |
| Tremplin à 3 m            | Chine- Wang Zongyuan - Long Daoyi                                                            | 442,41 points | Italie- Lorenzo Marsaglia - Giovanni Tocci                                                   | 384,24 points | Espagne- Adrian Abadia - Nicolas Garcia Boissier                         | 383,28 points |
| Plateforme à 10 m         | Chine- Lian Junjie - Yang Hao                                                                | 470,76 points | Royaume-Uni - Tom Daley - Noah Williams                                                      | 422,37 points | Ukraine - Oleksii Sereda - Kirill Boliukh                                | 406,47 points |
| Femmes                    |                                                                                              |               |                                                                                              |               |                                                                          |               |
| Tremplin à 3 m            | Chine- Chang Yani - Chen Yiwen                                                               | 323,43 points | Australie- Anabelle Smith - Maddison Keeney                                                  | 300,45 points | Royaume-Uni- Scarlett Mew Jensen - Yasmin Harper                         | 281,70 points |
| Plateforme à 10 m         | Chine- Chen Yuxi - Quan Hongchan                                                             | 362,22 points | Corée du Nord- Mi Rae Kim - Ji Min Jo                                                        | 320,70 points | Royaume-Uni- Lois Toulson - Andrea Spendolini-Sirieix                    | 299,34 points |
| Mixte                     |                                                                                              |               |                                                                                              |               |                                                                          |               |
| Tremplin à 3 m            | Australie- Maddison Keeney - Domonic Bedggood                                                | 300,93 points | Italie- Chiara Pellacani - Matteo Santoro                                                    | 287,49 points | Corée du Sud- Suji Kim - Jaegyeong Yi                                    | 285,03 points |
| Plateforme à 10 m         | Chine- Huang Jianjie - Zhang Jiaqi                                                           | 353,82 points | Corée du Nord- Ji Min Jo - Yong Myong                                                        | 303,96 points | Mexique- Kevin Berlin Reyes - Alejandra Estudillo Torres                 | 296,13 points |
| Par équipes (3 m et 10 m) | Royaume-Uni- Tom Daley - Scarlett Mew Jensen - Daniel Goodfellow - Andrea Spendolini-Sirieix | 421,65 points | Mexique- Gabriela Agúndez - Randal Willars - Jahir Ocampo Marroquin - Aranza Vasquez Montano | 412,80 points | Australie- Cassiel Rousseau - Maddison Keeney - Nikita Hains - Li Shixin | 385,35 points |

### Plongeon de haut vol
| Épreuves           | Or               | Or            | Argent        | Argent        | Bronze           | Bronze        |
| ------------------ | ---------------- | ------------- | ------------- | ------------- | ---------------- | ------------- |
| Hommes (27 mètres) | Aidan Heslop     | 422,95 points | Gary Hunt     | 413,25 points | Cătălin Preda    | 410,20 points |
| Femmes (20 mètres) | Rhiannan Iffland | 342,0 points  | Molly Carlson | 320,70 points | Jessica Macaulay | 320,35 points |

### Water-polo
| Épreuves | Or         | Argent  | Bronze  |
| -------- | ---------- | ------- | ------- |
| Hommes   | Croatie    | Italie  | Espagne |
| Femmes   | États-Unis | Hongrie | Espagne |

## Tableaux des médailles
- Pays organisateur (Qatar)

| Rang  | Nation                                                                        | Or | Argent | Bronze | Total |
| ----- | ----------------------------------------------------------------------------- | -- | ------ | ------ | ----- |
| 1     | Chine                                                                         | 23 | 8      | 2      | 33    |
| 2     | États-Unis                                                                    | 9  | 6      | 8      | 23    |
| 3     | Australie                                                                     | 7  | 12     | 5      | 24    |
| 4     | Pays-Bas                                                                      | 5  | 4      | 0      | 9     |
| 5     | Royaume-Uni                                                                   | 4  | 5      | 9      | 18    |
| 6     | Italie                                                                        | 3  | 10     | 6      | 19    |
| 7     | Canada                                                                        | 2  | 3      | 6      | 11    |
| 8     | Corée du Sud                                                                  | 2  | 1      | 2      | 5     |
| 9     | Nouvelle-Zélande                                                              | 2  | 1      | 1      | 4     |
| 9     | Suède                                                                         | 2  | 1      | 1      | 4     |
| 11    | Portugal                                                                      | 2  | 0      | 1      | 3     |
| 12    | Irlande                                                                       | 2  | 0      | 0      | 2     |
| 13    | Espagne                                                                       | 1  | 5      | 4      | 10    |
| 14    | France                                                                        | 1  | 4      | 1      | 6     |
| 15    | Allemagne                                                                     | 1  | 2      | 3      | 6     |
| 16    | Mexique                                                                       | 1  | 1      | 4      | 6     |
| 17    | Hongrie                                                                       | 1  | 1      | 2      | 4     |
| 17    | Japon                                                                         | 1  | 1      | 2      | 4     |
| 17    | Ukraine                                                                       | 1  | 1      | 2      | 4     |
| 20    | Grèce                                                                         | 1  | 1      | 1      | 3     |
| 20    | Hong Kong                                                                     | 1  | 1      | 1      | 3     |
| 22    | Lituanie                                                                      | 1  | 1      | 0      | 2     |
| 23    | Croatie                                                                       | 1  | 0      | 0      | 1     |
| 23    | Kazakhstan                                                                    | 1  | 0      | 0      | 1     |
| 25    | Corée du Nord                                                                 | 0  | 2      | 0      | 2     |
| 26    | Autriche                                                                      | 0  | 1      | 1      | 2     |
| 27    | Danemark                                                                      | 0  | 1      | 0      | 1     |
| 27    | Israël                                                                        | 0  | 1      | 0      | 1     |
| 27    | Suisse                                                                        | 0  | 1      | 0      | 1     |
| 30    | Pologne                                                                       | 0  | 0      | 3      | 3     |
| 31    | Colombie                                                                      | 0  | 0      | 2      | 2     |
| 31    | Égypte                                                                        | 0  | 0      | 2      | 2     |
| 31    | NIAWorld Aquatics : Neutral Independent Athletes (athlète neutre indépendant) | 0  | 0      | 2      | 2     |
| 34    | Bosnie-Herzégovine                                                            | 0  | 0      | 1      | 1     |
| 34    | Brésil                                                                        | 0  | 0      | 1      | 1     |
| 34    | Roumanie                                                                      | 0  | 0      | 1      | 1     |
| 34    | Afrique du Sud                                                                | 0  | 0      | 1      | 1     |
| Total | Total                                                                         | 75 | 75     | 75     | 225   |